# تونس 2
تونس 2 (بالفرنسية: Tunis 2)‏ هي قناة تلفزيونية تونسية عمومية سابقة. تأسست القناة في 20 مارس 1990 وأغلقت في 6 نوفمبر 1994.

## نشرة الأخبار
نشرة الأخبار تبث يوميا على الساعة 21:00 وتدوم 20 دقيقة. في البداية كان لهذه النشرة خط تحريري مختلف عن الإذاعة والتلفزة التونسية (ا.ت.ت). نشاطات رئيس الجمهورية التونسية لم تكن توضع في بداية النشرة، وغرفة التحرير جلبت الأنظار أثناء حرب الخليج الثانية، أين نشرات الأخبار تبث أيضا على قناة الإذاعة والتلفزة التونسية (ا.ت.ت).

من بين مقدمي النشرة، يوجد ماهر عبد الرحمان (رئيس التحرير) وكلثوم السعفي. عند مغادرة هذين الصحفيين للقناة لقنوات عربية أخرى، وبالتخلي عن التوجه المغاربي، عادت نشرة الأخبار للخط التحريري التقليدي.

## البرامج
باستثناء نشرة أخبارها، تنتج القناة برامج قليلة.